# Marielena
Marielena es una telenovela estadounidense grabada en la ciudad de Miami y producida por José Enrique Crousillat en el año 1992, versión de la telenovela venezolana Querida mamá, de Delia Fiallo. 
Fue producida en cooperación con Capitalvision international Corp., para la cadena estadounidense Telemundo Fue protagonizada por Lucía Méndez, Eduardo Yáñez y la presentación estelar de Zully Montero.

## Sinopsis
Marielena es la historia de una joven secretaria de clase baja, firme en sus valores cristianos, decente y muy apegada a su familia.
Sin embargo el amor le tomará por sorpresa cuando conoce a Luis Felipe y su corazón se estremece.
Como secretaria ejecutiva recién egresada, decide buscar trabajo. Entonces vuelve a encontrarse con Luis Felipe, que será su jefe. Al pasar los días siente una atracción hacia él que es ya imposible de ocultar.
Duda sobre su relación con su actual novio hasta que se entera de que de quien está enamorada es un hombre casado con la dueña de la empresa, una señora distinguida que le lleva a Luis Felipe más de 15 años.
Marielena sufre por la verdad pero es ya imposible de frenar el sentimiento. Un día, no pudiendo resistirse más, se entrega a él y entonces sí comienza su propio calvario al ocultar ante su madre y hermanos que es la amante de un hombre casado.
Así vive escondiéndose y negando ante la sociedad la doble vida que ahora tiene que llevar por amarlo. Se enfrentará a toda clase de obstáculos; Claudia, la esposa de Luis Felipe, se entera de todo y se vuelve su peor pesadilla.
Carmela, madre de Marielena, al enterarse de la situación, enferma y chantajea a su hija con su posible muerte para separarle de su gran amor. Marielena se va a vivir con Luis Felipe, pero la soledad y el rechazo de la gente que quiere la va acabando poco a poco hasta que decide obligar a Luis Felipe a tomar una decisión; o Claudia o ella.
Luis Felipe decide quedarse al lado de Claudia, que lo chantajea una vez más con su estado de salud.
Marielena cambia de ciudad y decide vivir otra vida lejos de él y del apoyo de su familia. En Los Ángeles conoce a un hombre que le da su confianza, su apoyo y un trabajo.
Por azares del destino llega a contraer matrimonio con Esteban y a su regreso a Miami se convierte en la dueña de aquella empresa en la que alguna vez fue secretaria y fue humillada por Claudia y las amigas de esta.
También se vuelve a encontrar con Luis Felipe y su pasado, que la confronta y tiene que escoger entre el verdadero amor y el hombre que la ama y le da seguridad y respeto.
Al igual está su madre y su familia, que le vuelven a recordar que debe decidir por el propio bien y el de una hija.

## Elenco
- Lucía Méndez .... Marielena Muñoz
- Eduardo Yáñez .... Luis Felipe Sandoval
- Zully Montero .... Claudia Bruzual de Sandoval
- Caridad Ravelo .... Chela
- María Canals Barrera .... Nancy
- Mayte Vilán .... Mercedes "Meche" Muñoz
- Eva Tamargo .... Cecilia Ruiz
- María José Alfonso .... Carmela
- Salvador Pineda .... Esteban Serrano
- Cristina Karman .... Yolanda "Yoli" Muñoz
- Mara Croatto .... Graciela Serrano
- Martha Picanes .... Olga Bruzual
- Germán Barrios .... Nicanor
- Julio Alcázar .... Andrés Peñaranda
- Manolo Villaverde .... Teo Varela
- Miguel Gutiérrez .... Rufino
- Luis G. Oquendo .... Urbano González #1
- Miguel Paneke .... León
- Juan Carlos Antón .... Xavier Varela
- Xavier Coronel .... Alfredo
- Frank Falcón .... Enrique "Kike" Muñoz
- Abraham Méndez .... Tato
- Marcos Casanova .... Padre Hilario
- Griselda Nogueras .... Fucha de Varela
- Aurora Collazo .... Leticia Bruzual de Peñaranda
- Marta Velasco .... Telma
- Rosa Felipe .... Rosalía
- Sandra Haydée .... Esperanza
- Ivon D'Liz .... Purita
- Alexa Kube .... Melissa Peñaranda
- Luz Marabet .... Zuleima
- Isaura Mendoza .... María
- Bertha Sandoval .... Enriqueta
- Niola Montes .... Amparo
- Julia Menedez .... Victoria
- Anardis Vega .... Nikky
- Larry Villanueva .... Andrés "Andy" Peñaranda
- Gellerman Barait .... Roberto
- Emiliano Díez .... René
- Maribel González .... Reina
- Nelson E. Guerrero .... Camacho
- Barbie Hernan .... La Chueca
- Odalys Rivero .... Valentina
- Mellissa Duque de Estrada .... Tete
- Emanuel Gironi .... Carlos
- Salvador Levy .... Urbano González #2

## Producción
- Novela original: Delia Fiallo
- Adaptación y libretos: Tabaré Pérez, Isa Moreno
- Vestuario: Patricia Clay Muelle
- Escenografía: Pablo Antón
- Música incidental: Rey Casas, Raúl Rodríguez
- Tema musical: Se acabó
- Intérprete: Lucía Méndez
- Iluminación: Luis Cardoso
- Asistente de dirección: Jairo Arcila
- Dirección de exteriores: Andrei Zinca
- Iluminación de exteriores: Rubén Solá
- Dirección: Rodolfo Hoppe
- Producción general: José Enrique Crousillat

## Versiones
- El canal venezolano Venevisión realizó la primera versión de esta telenovela. Debido a una ley que limitaba el número de capítulos el argumento fue inicialmente escrito para una telenovela corta que llevó por título Querida mamá (1982), protagonizada por Hilda Carrero y Eduardo Serrano. Debido al éxito de la telenovela se dejó un final abierto con el asesinato sin resolver de Nora (personaje que interpretó la actriz Eva Blanco) y cuyo asesino no se descubriría hasta la emisión de la segunda parte, que finalmente nunca llegó a emitirse. Con la producción de Marielena se le añadió el argumento de la segunda parte y finalmente se pudo saber quién fue el verdadero asesino.
- La productora peruana América Producciones realizó para el canal América Televisión en el año 2001 una versión de esta telenovela titulada Soledad, producida también por José Enrique Crousillat y protagonizada por Coraima Torres, Guillermo Pérez y Lupita Ferrer. La adaptación y el guion fueron escritos por Maritza Kirchhausen y Luis Felipe Alvarado.